# Tramlijn 's-Hertogenbosch - Heusden
De tramlijn 's-Hertogenbosch - Heusden was een tramlijn in Noord-Brabant. Vanaf 's-Hertogenbosch liep de lijn via Vlijmen en Drunen naar Heusden.

## Geschiedenis
Op 7 november 1896 werd de tramlijn geopend door de Hollandsche Buurtspoorwegen (S.A. Vicinaux Hollandais). In Drunen was een aansluiting naar Baardwijk en bevonden zich het hoofdkantoor van de tramlijn en een remise met werkplaats.
Van belang was de Tramhaven van Heusden die in directe verbinding stond met de Maas. Sinds 1913 was Heusden de thuishaven van de HB-vloot.
Op 5 oktober 1926 werd de dienst Drunen-Heusden vervangen door een autobusdienst. Op de rest van het traject reden tot 10 juli 1934 zowel trams als autobussen. Daarna werd de lijn tussen Drunen en Deuteren nog tot 11 januari 1937 gebruikt voor vervoer van zand.

## Afbeeldingen

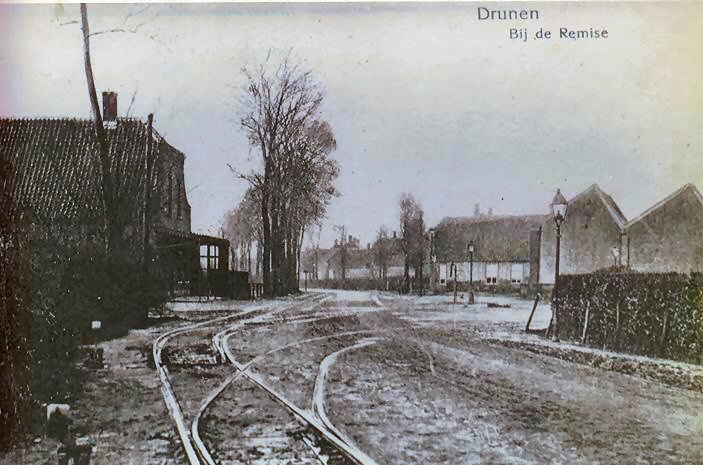
De tramremise in Drunen
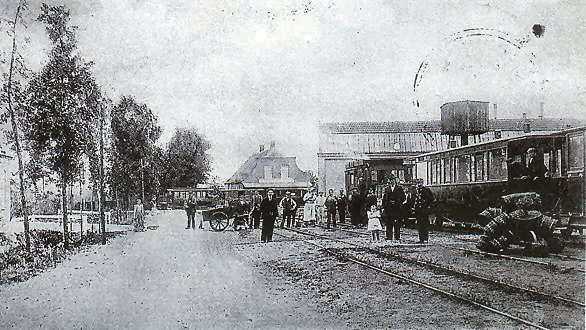
De tramremise, stalling en werkplaats in Drunen